# Международный аэропорт имени Хуаны Асурдуй де Падильи
Международный аэропорт имени Хуаны Асурдуй де Падильи (исп. Aeropuerto Internacional Juana Azurduy de Padilla; ИКАО: SLSU) — международный аэропорт, обслуживавший конституционную столицу Боливии, город Сукре. В данный момент, аэропорт является базой ВВС Боливии. До постройки аэропорта Алькантари, данный аэропорт был главным коммерческим аэропортом в Сукре. Аэропорт был назван в честь боливийского борца за независимость, Хуаны Асурдуй де Падильи.
Аэропорт имеет единственную взлётно-посадочную полосу длиной в 2900 м. Аэропорт расположен на высоте в 2 904 м, что вызывает у многих прибывших в Сукре по воздуху высотную болезнь. Также, расположение на большой высоте вызывает появление густых облаков на территории аэропорта, что делает заходы на посадку трудными.
Как и многие аэропорты в Латинской Америке, аэропорт не работал ночью и был открыт лишь в светлое время суток. Несмотря на своё расположение в конституционной столице страны, аэропорт не был самым большим в стране. Это звание досталось аэропорту Виру-Виру в городе Санта-Крус-де-ла-Сьерра.

## Закрытие
В 2010 году было решено, что аэропорт опасен из-за близости холма, который делал манёвры тяжелее и увеличивал вероятность крушения автотранспорта. Началась постройка нового аэропорта, Алькантари, который сможет принимать крупные авиалайнеры и получит статус международного.
13 мая 2016 года, в аэропорту сел последний коммерческий авиалайнер.
15 мая 2016 года, после 41 года службы, аэропорт закрылся для коммерческих перелётов, тем не менее, оставшись базой ВВС Боливии, которая стала управлять им вместо Администрации аэропортов и вспомогательных служб аэронавигации (AASANA). Аэропорт стал терминалом для самолёта президента. Все коммерческие перелёты перешли в аэропорт Алькантари. Код ИАТА (SRE) перешёл к аэропорту Алькантари.